# Nevado Las Agujas
Nevado Las Agujas är ett berg i Chile.   Det ligger i provinsen Provincia del Ranco och regionen Región de Los Ríos, i den södra delen av landet, 800 km söder om huvudstaden Santiago de Chile. Toppen på Nevado Las Agujas är 1 635 meter över havet.
Terrängen runt Nevado Las Agujas är huvudsakligen bergig, men österut är den kuperad. Runt Nevado Las Agujas är det glesbefolkat, med 13 invånare per kvadratkilometer.. Det finns inga samhällen i närheten. 
I omgivningarna runt Nevado Las Agujas växer i huvudsak blandskog.